# 武生新站
武生新站（日语：／ Takefu-shin Eki */?），2010年～2023年稱為越前武生站（越前武生駅），是位於日本福井縣越前市府中三丁目，福井鐵道福武線的電車站。車站編號為F0。
此條目同時記載曾經為轉乘站的福井鐵道南越線（廢線）福武口站。該站於1981年（昭和56年）4月1日廢止。

## 車站構造
電車站是地面車站，設有2面3線的港灣式月台。主要使用2號月台。此站設有列車夜間停泊。3號月台東邊設有留置線，前往福井方向的路軌東邊設有側線，在側線上設有洗車機。
站房是一座三層高的建築物。地面設有候車室、檢票口與櫃臺。車站營業時間為早上5時45分至晚上11時05分。廁所位於車站大樓外邊。在2011年7月起，大樓增設福井鐵路巴士售票中心。曾經大樓內設有福鐵觀光社遷移至位於北府站附近的福鐵巴士嶺北營業所內。此站是福井鐵道唯一設有列車電子資訊屏的車站。在2013年4月26日起，此站是福井鐵道中唯一設有發車音樂的車站。在出發前會響起發車鈴。

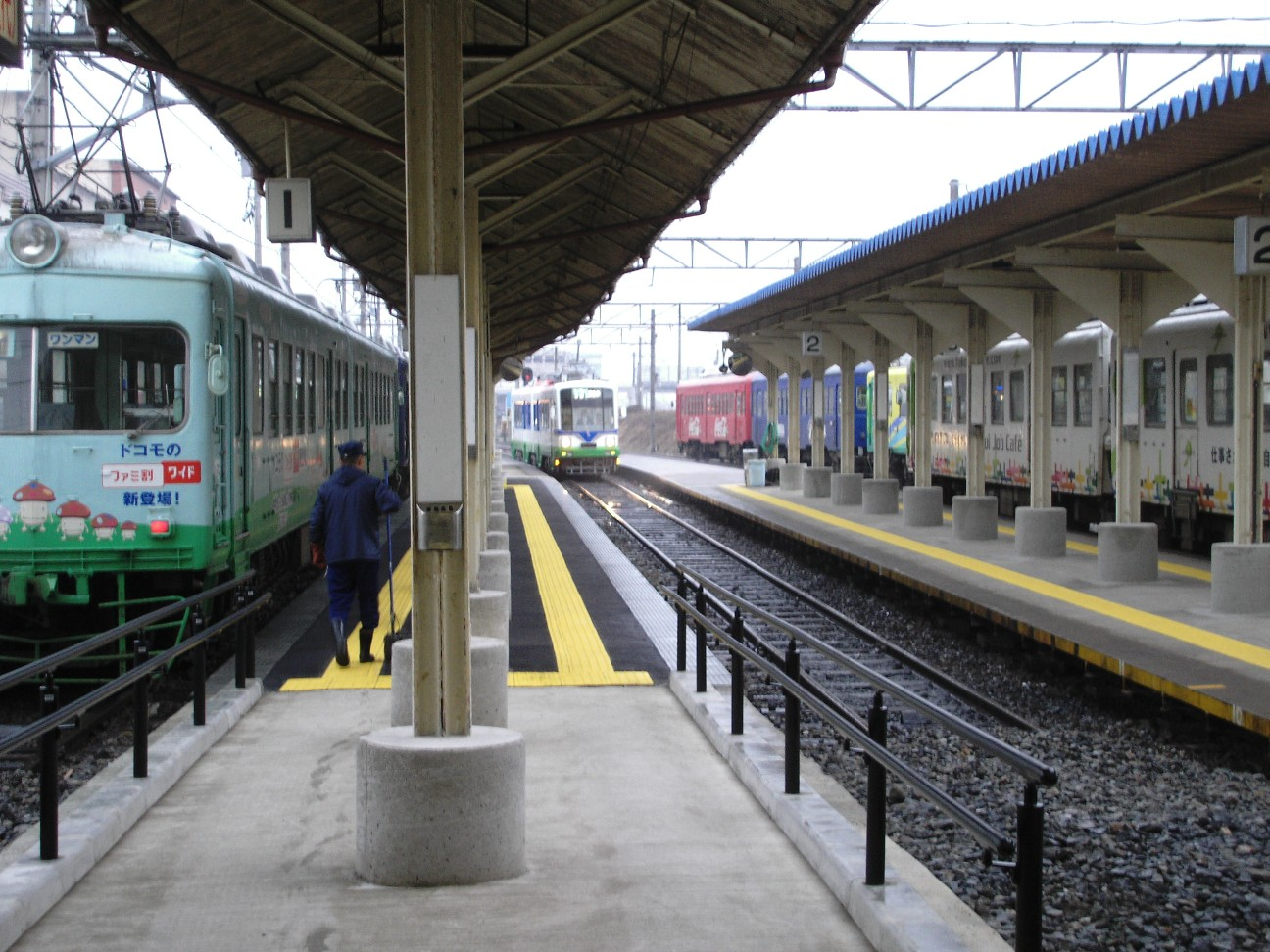
港灣式月台（2006年4月2日）

## 歷史
- 1924年2月23日：福武電氣鐵道武生新站（武生新駅）啟用[1][2][3]。
  - 上述提及，在1981年前，此站可前往福武口站轉乘南越線，因此「福武口」這站名的來自是可轉乘福武線的意思。
- 1945年8月1日：福武電氣鉄道和鯖浦電氣鐵道合併，福井鐵道成立，成為福武線車站[3][5]。
- 1983年：現時車站大樓落成。
- 2010年3月25日：改名為越前武生站[1][6][7][8]。
- 2021年
  - 5月13日：JR西日本宣佈北陸新幹線在越前市新設的車站定名為越前武生站（越前たけふ駅）[9]。因站名的日語發音相同，避免造成混淆，越前市與福井鐵道經過協商後決定更改站名[8][9]。
  - 12月：在候選的新站名「福鐵武生」、「福鐵越前」（福鉄えちぜん）、「武生新」、「菊花武生」及「越前府中」之中，最終採用了最多票的「武生新」做為新站名[10][11][12]。其中「武生」將與新幹線車站一樣，採用平假名的寫法而棄用漢字表示。福井鐵道表示：「因為『武生』這個漢字地名對於縣外的旅客來說很陌生、很難讀懂，所以為了方便起見，我們決定使用平假名。」[12]。
- 2023年2月25日：車站正式更名為武生新站，當天發售紀念車票[13]。
- 2024年10月11日：可使用ICOCA及全國通用IC卡付款[14][15]。

## 使用狀況
- 以下會列出武生新站的使用狀況變遷[16]。
  - 一年乘車人次以人作單位。更適合用於比較年度數據。
  - 上下車人次調査結果是在任意1日記錄，以人作單位。但需注意，由於在調査日的天氣、活動等原因，使數字變動會比一年乘車人次為大。
  - 當中，最高値會使用紅色，在最高値記錄年度以後的最低値使用青色、在最高値記錄年度以前的最低値使用綠色作標記。

| 年度使用狀況（武生新站） | 年度使用狀況（武生新站） | 年度使用狀況（武生新站） | 年度使用狀況（武生新站） | 年度使用狀況（武生新站） | 年度使用狀況（武生新站）  | 年度使用狀況（武生新站）  | 年度使用狀況（武生新站） |
| 年 度                    | 一年乘車人次：人／年度   | 一年乘車人次：人／年度   | 一年乘車人次：人／年度   | 一年乘車人次：人／年度   | 上下車人次調査結果 人／日 | 上下車人次調査結果 人／日 | 特別事項                 |
| ------------------------ | ------------------------ | ------------------------ | ------------------------ | ------------------------ | ------------------------- | ------------------------- | ------------------------ |
| 年 度                    | 通勤定期乘客             | 上學定期乘客             | 其他乘客                 | 合計                     | 調査日                    | 調査結果                  | 特別事項                 |
| 1989年（平成元年）       |                          |                          |                          | 413,481                  |                           |                           |                          |
| 1990年（平成2年）        |                          |                          |                          | 409,972                  |                           |                           |                          |
| 1991年（平成3年）        |                          |                          |                          | 383,501                  |                           |                           |                          |
| 1992年（平成4年）        |                          |                          |                          | 358,101                  |                           |                           |                          |
| 1993年（平成5年）        |                          |                          |                          | 348,706                  |                           |                           |                          |
| 1994年（平成6年）        |                          |                          |                          | 332,234                  |                           |                           |                          |
| 1995年（平成7年）        |                          |                          |                          | 330,829                  |                           |                           |                          |
| 1996年（平成8年）        |                          |                          |                          | 297,379                  |                           |                           |                          |
| 1997年（平成9年）        |                          |                          |                          | 269,795                  |                           |                           |                          |
| 1998年（平成10年）       |                          |                          |                          | 253,158                  |                           |                           |                          |
| 1999年（平成11年）       |                          |                          |                          | 253,566                  |                           |                           |                          |
| 2000年（平成12年）       |                          |                          |                          | 251,239                  |                           |                           |                          |
| 2001年（平成13年）       |                          |                          |                          | 237,865                  |                           |                           |                          |
| 2002年（平成14年）       |                          |                          |                          | 236,205                  |                           |                           |                          |
| 2003年（平成15年）       |                          |                          |                          | 246,178                  |                           |                           |                          |
| 2004年（平成16年）       | 19,629                   | 78,360                   | 132,494                  | 230,483                  |                           |                           |                          |
| 2005年（平成17年）       |                          |                          |                          | 237,696                  |                           |                           |                          |
| 2006年（平成18年）       |                          |                          |                          |                          |                           |                           |                          |
| 2007年（平成19年）       | 19,530                   | 64,290                   | 138,231                  | 222,051                  |                           |                           |                          |
| 2008年（平成20年）       |                          |                          |                          |                          |                           |                           |                          |
| 2009年（平成21年）       |                          |                          |                          |                          |                           |                           |                          |

## 車站周邊
在車站西邊路上設有福井鐵道巴士站。在南出口迴旋路上設有的士站和越前市市民巴士「Norossa」。在東邊設有Hapi-line Fukui線路軌，站前設有行人隧道越過Hapi-line Fukui線路軌，車輛則需要繞道才能越過。在Hapi-line Fukui武生站與此站之間設有AL.PLAZA武生，兩站距離300米）。

## 巴士路線
在電車站南邊設有「武生新」巴士站。
| 編號 | 路線                           | 方向                  |
| ---- | ------------------------------ | --------------------- |
| 1    | 南越線                         | SIPY                  |
| 2    | 南越線                         | 赤坂※／和紙之里會館前 |
| 2    | 池田線（先經今立綜合分所）     | 稻荷（池田町）        |
| 2    | 池田線（先經味真野）           | 稻荷（池田町）        |
| 3    | 坂口 - 白山線※                 | 千合谷                |
| 3    | 武生 - 越前海岸線（經八田）    | 鰈崎（越前町）        |
| 3    | 武生 - 越前海岸線（經安養寺）※ | 越前岬（越前町）      |
| 3    | 王子保 - 河野線                | 糠長島（南越前町）    |

※ - 星期六、日及假日暫停服務
- 冬遊巴士（前往北前船主之館、道之驛越前（日语：道の駅越前）、水仙Land、呼鳥門、陶藝村前）※2018年3月尾前，於星期六、日及假日，每日2往返班次

## 福武口站
福武口站（日语：／ Fukubuguchi Eki */?）是位於福井縣武生市（現時：越前市）錦町，福井鐵道南越線的電車站。

### 車站構造
電車站是地面車站，設有1面1線的單式月台。

### 車站遺址
車站遺址變成單車停泊處，現時看不到車站遺址。

## 相鄰車站
福井鐵道
■福武線
■急行、■區間急行、■普通
－越前武生（F0）－北府（F1）

### 曾經存在的路線
福井鐵道
南越線
社武生－福武口－北府

## 注腳
1. 1 2 3 4  川島 2010，第87頁.
2. 1 2  朝日 2011，第12頁.
3. 1 2 3  清水 2016，第18頁.
4. 1 2 3  川島 2010，第20頁.
5. 1 2 3  寺田 2008，第98頁.
6. ↑  朝日 2011，第13頁.
7. ↑  . 福井新聞. 2010-03-26: 26 （日语）.
8. 1 2 3  . MyNavi新聞. 2021-05-23  [2021-07-24]. （原始内容存档于2021-07-24） （日语）.
9. 1 2  . 福井新聞. 2021-05-21  [2021-05-22]. （原始内容存档于2021-05-21） （日语）.
10. ↑   (PDF). 福井鉄道.   [2022-01-09]. （原始内容 (PDF)存档于2021-12-24） （日语）.
11. ↑  . 日本経済新聞. 2021-12-24  [2022-02-16]. （原始内容存档于2022-02-16）.
12. 1 2  . 乗りものニュース. 2021-12-28  [2022-02-16]. （原始内容存档于2022-06-21）.
13. ↑  福井鉄道株式会社. . 福井鉄道株式会社. 2023-02-17  [2023-02-28]. （原始内容存档于2023-02-28） （日语）.
14. ↑  えちぜん鉄道と福井鉄道 交通系ＩＣカード導入１０月１１日〜 （页面存档备份，存于），NHK News，2024年9月22日。
15. ↑  えちぜん鉄道と福井鉄道が交通系ICカード導入　10月11日からICOCA、Suicaなどでキャッシュレス決済対応 （页面存档备份，存于），福井新聞，202年9月7日。
16. ↑  越前市官方網站（統計）
17. ↑  寺田 2008，第166頁.
18. ↑  清水 2016，第33頁.

## 外部連結
- 福井鐵道越前新站 （页面存档备份，存于）（日語）